# Consórcio Público Intermunicipal de Saúde da Região de Catanduva
O Consórcio Público Intermunicipal de Saúde da Região de Catanduva (CONSIRC) é uma associação pública formada pelas cidades de Catanduva, Ariranha, Elisiário, Embaúba, Fernando Prestes, Irapuã, Itajobi, Marapoama, Novais, Novo Horizonte, Palmares Paulista, Paraíso, Pindorama, Pirangi, Sales, Santa Adélia, Catiguá, Tabapuã, Urupês, Monte Aprazível, Nipoã e Cândido Rodrigues, constituído em 29 de fevereiro de 2016 com a assinatura do Contrato de Consórcio Público, nos termos da Lei nº. 11.107, de 06 de abril de 2005, regulamentada pelo Decreto 6.017, de 17 de janeiro de 2007.

### Atuação Microrregional de Saúde
O Consirc tem como principal objetivo a organização, implantação e desenvolvimento de ações no sistema microrregional de saúde, dentro da área de jurisdição dos municípios consorciados. Suas atividades são pautadas pelas diretrizes do Sistema Único de Saúde (SUS). Uma de suas atribuições destacadas é a manutenção do componente assistencial móvel da Rede de Atenção às Urgências – SAMU-192.
Cada cidade consorciada traz consigo sua singularidade e necessidades específicas, e o Consórcio atua de forma abrangente, buscando suprir essas demandas de maneira eficiente e colaborativa. Através dessa parceria intermunicipal, as cidades unem conhecimentos, recursos e esforços para fortalecer o sistema de saúde em toda a região, proporcionando um atendimento mais eficaz e abrangente aos cidadãos.

### Responsabilidades
O Consórcio assume a responsabilidade de coordenar e executar ações que visam ao fortalecimento do sistema de saúde microrregional. Além da manutenção do SAMU-192, suas atribuições incluem a promoção de campanhas de saúde, a articulação entre os municípios para aprimorar os serviços oferecidos, através de fornecimento de recursos humanos como médicos, enfermeiros, psicólogos, farmacêuticos entre outros

## Serviço de atendimento móvel de urgência (SAMU 192)

### SAMU 192 - Regional de Catanduva
Uma das finalidades do CONSIRC é operar e gerenciar os serviços de atendimento pré-hospitalar móvel, denominados Serviços de Atendimento Móvel de Urgência (Samu), nas cidades, dentre as participantes do Consórcio, que aderiam ao atendimento, contando com ambulâncias próprias e Central de Regulação Médica.

#### Central de Regulação médica
De acordo com Decreto n.º 5.055, de 27 de Abril de 2004, as ligações pelo número nacional 192 acolhem os pedidos de ajuda médica de cidadãos acometidos por agravos agudos à sua saúde, de natureza clínica, psiquiátrica, cirúrgica, traumática, obstétrica e ginecológica e passam, exclusivamente, pela Regulação Médica, para serem julgadas pelo médico regulador que decidirá o nível de urgência de cada uma e define qual o recurso necessário ao seu adequado atendimento
A Central de Regulação Médica do SAMU 192 operada pelo Consirc está, atualmente, nas instalações de sua Sede Administrativa, na cidade de Catanduva.

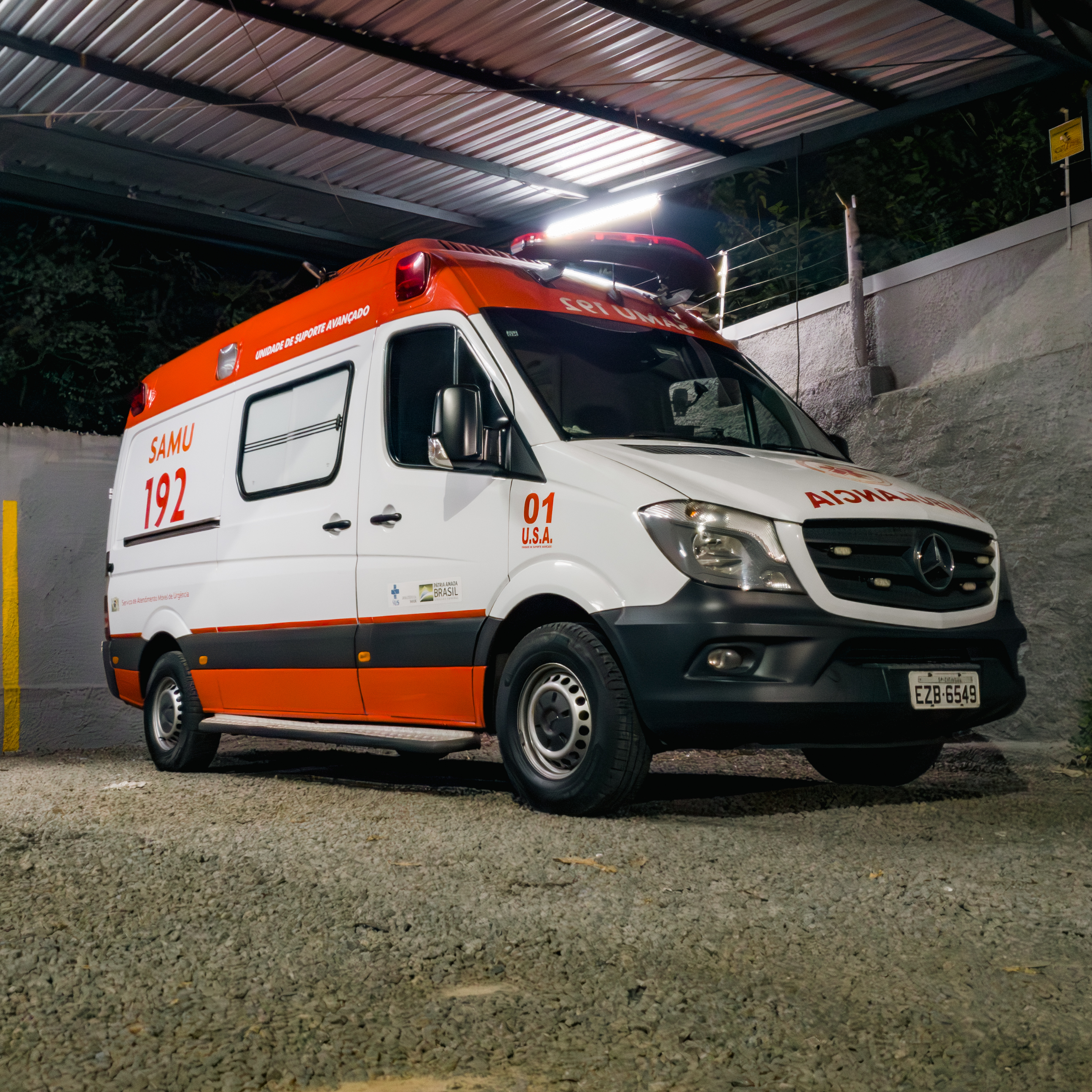
Ambulância de Suporte Avançado do SAMU Catanduva - Viatura USA 01

#### Bases Descentralizadas
Para garantir um tempo-resposta de qualidade no atendimento aos clientes do SAMU, Bases Descentralizadas são colocadas em pontos estratégicos sediadas em municípios de grande extensão territorial e/ou baixa densidade demográfica, entretanto para a região do Consórcio Público Intermunicipal de Saúde da Região de Catanduva, essas instalações dependem ainda da adesão da cidade participante em tal serviço. Possuem ambientes que garantem o conforto e segurança dos profissionais bem como armazenamento e guarda dos equipamentos, como as ambulâncias. Além disso, na base são executadas algumas tarefas como: higienização das ambulâncias e de materiais, armazenamento de cilindros de gases medicinais e dispensação de medicamentos.

#### Cidades e Níveis de Serviços Oferecidos pelo SAMU/Consirc
Na tabela a seguir são mostradas as cidades consorciadas, municípios que possuem apenas o transporte tipo A não são cobertas pelo SAMU 192, pois o município não aderiu a esse serviço. Nesses casos a ligação para o número 192 é direcionada para o Pronto Socorro de cada localidade e a responsabilidade de atendimento fica a cargo das ambulâncias tipo A de cada cidade. Em contrapartida, os municípios que aderiram ao serviço do SAMU possuem uma base descentralizada em seu território e pelo menos uma ambulância de suporte básico que atende a essa base territorial, do mesmo modo, a ligação efetuada dentro do limite do município é redirecionada para a Central de Regulação para seguir o fluxo usual de atendimento do SAMU.
Além do atendimento com ambulâncias do SAMU, cidades que contam com bases do Corpo de Bombeiros, como Catanduva e Novo Horizonte, podem contar com o apoio das Unidades de Resgate, em casos como acidentes de trânsito com vítimas encarceradas ou situações que apresentem riscos às equipes do SAMU.
| Cidades           | Transporte Tipo A | Suporte Básico | Suporte Avançado | Base Descentralizada | Corpo de Bombeiros | Pronto-socorro |
| ----------------- | ----------------- | -------------- | ---------------- | -------------------- | ------------------ | -------------- |
| Catanduva         |                   |                |                  |                      |                    | 1,2,3,4        |
| Sales             |                   | -              | -                | -                    | -                  | -              |
| Irapuã            |                   |                | -                |                      | -                  | -              |
| Novo Horizonte    |                   |                | -                |                      |                    | 5              |
| Urupês            |                   |                | -                |                      | -                  | -              |
| Marapoama         |                   | -              | -                | -                    | -                  | -              |
| Itajobi           |                   | -              | -                | -                    | -                  | 6              |
| Elisiário         |                   |                | -                |                      | -                  | -              |
| Pindorama         |                   |                | -                |                      | -                  | -              |
| Santa Adélia      |                   | -              | -                | -                    | -                  | 7              |
| Fernando Prestes  |                   | -              | -                | -                    | -                  | -              |
| Ariranha          |                   | -              | -                | -                    | -                  | -              |
| Pirangi           |                   | -              | -                | -                    | -                  | 8              |
| Palmares Paulista |                   | -              | -                | -                    | -                  | -              |
| Paraíso           |                   | -              | -                | -                    | -                  | -              |
| Embaúba           |                   | -              | -                | -                    | -                  | -              |
| Novais            |                   | -              | -                | -                    | -                  | -              |
| Tabapuã           |                   |                | -                |                      | -                  | 9              |
| Catiguá           |                   |                | -                |                      | -                  | -              |

A região também é servida por uma unidade de Suporte Avançado (USA) que fica sediada em Catanduva, ela desempenha um papel essencial no atendimento pré-hospitalar na região, fornece cuidados médicos avançados no local da emergência ou durante transferências inter-hospitalares de paciente de alto risco. Seu objetivo é garantir atendimento médico rápido e eficiente, incluindo procedimentos invasivos e administração de medicamentos, com o objetivo de estabilizar o paciente e reduzir o tempo de resposta. A equipe da USA Regional de Catanduva é composta por médico, enfermeiro, e condutor socorrista altamente qualificados. Essas unidades são equipadas com dispositivos médicos essenciais, como desfibriladores, monitores multiparâmetros e kits de intubação, garantindo um atendimento eficaz aos pacientes em situações críticas.
Em 29 de outubro de 2023 e em 08 de janeiro de 2024, os município consorciados de Novo Horizonte e Pindorama respectivamente passaram ser servidos pelo SAMU 192, contando com uma ambulância de suporte básico e uma base descentralizada em cada localidade, deste modo, o munícipe ao discar 192 será atendido pela Central de Regulação Médica que despachará via rádio as ocorrências às equipes de cada cidade. 
Outros municípios também estão em processo de homologação e início de operação, como Santa Adélia.
| Legenda                                     | Legenda                                      |
| ------------------------------------------- | -------------------------------------------- |
| 1 Hospital Unimed São Domingos (Particular) | 6 Hospital São José                          |
| 2 Hospital Padre Albino                     | 7 Santa Casa de Misericórdia de Santa Adélia |
| 3 Hospital Emílio Carlos                    | 8 Hospital Beneficente de Pirangi            |
| 4 Hospital Psiquiátrico Mahatma Gandhi      | 9 Hospital Maria do Valle Pereira            |
| 5 Santa Casa de Novo Horizonte              |                                              |

#### Operação
Até o ano de 2024, a operação do SAMU na região de catanduva no acionamento das ambulâncias era realizada exclusivamente por meio de rádio digital. O operador de rádio acionava a viatura disponível e transmitia o endereço da ocorrência. Após a prestação do atendimento inicial, a equipe no local entrava em contato novamente via rádio com a regulação médica, informando a condição do paciente, seus sinais vitais e aguardando a orientação do médico regulador quanto ao encaminhamento para a unidade de saúde adequada, conforme a gravidade do caso e a disponibilidade da rede hospitalar.
A partir de 2024, o SAMU Regional de Catanduva implementou um novo sistema informatizado para a gestão das ocorrências, que utiliza dispositivos móveis conectados diretamente à Central de Regulação. Desse modo todo o processo operacional passou por uma mudança em que os dados são inseridos em tempo real para as equipes nas ambulâncias, que por sua vez registram as informações e sinais vitais diretamente no aparelho móvel. Os dispositivos utilizados pelas equipes possuem GPS e aplicativos de navegação, para melhorar o deslocamento até o local da ocorrência. Durante o atendimento, são registrados os horários e procedimentos realizados, bem como a evolução do estado clínico do paciente. Deste modo a operação de cada ocorrência se torna mais ágil além de ser devidamente documentada.
A tecnologia de rádio digital continua em operação, sendo utilizada como solução de backup e em situações emergenciais que demandam uma comunicação imediata em casos de falhas no sistema informatizado ou quando a urgência da ocorrência exige um contato direto e instantâneo para a coordenação do atendimento.

## Administração

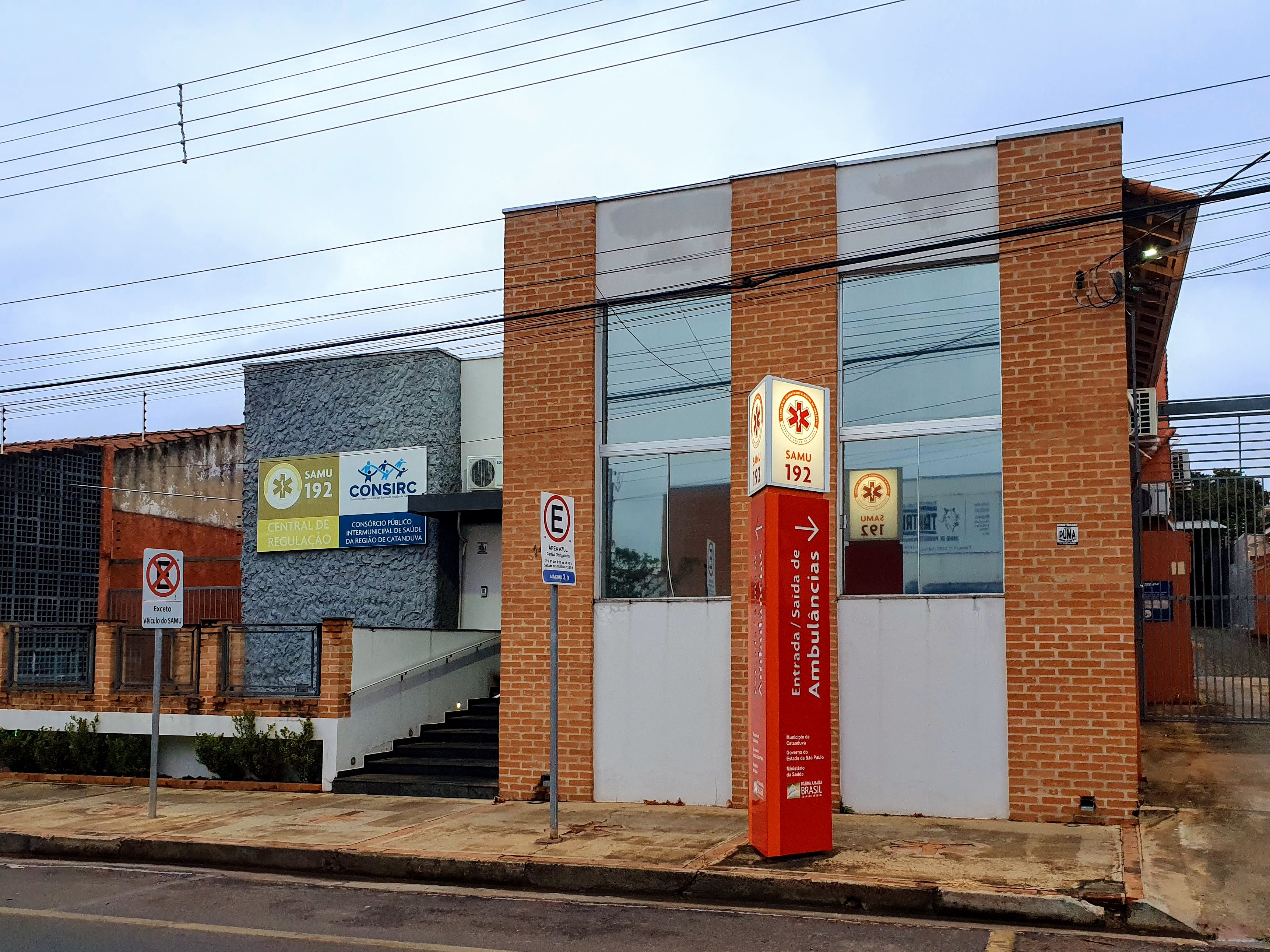
Sede do Consirc

### Sede Administrativa
A sede do Consórcio Público Intermunicipal de Saúde da Região de Catanduva fica localizada na cidade de Catanduva, na Rua Maranhão 1426, Centro . Exerce funções essenciais para a efetiva coordenação e operação das atividades consorciadas. Suas principais atribuições incluem: administração geral do consórcio, a coordenação estratégica das ações entre os municípios consorciados e as unidades de saúde, além do planejamento integrado. A sede desempenha um papel essencial na garantia de uma abordagem unificada e eficiente na implementação de iniciativas microrregionais de saúde. Além disso a sede do Consirc abriga a Central de Regulação Médica e e ambulância da Unidade de Suporte Avançado (USA) com sua equipe.

### Credenciamentos de Profissionais da Saúde
No âmbito do Direito Administrativo, o credenciamento é um procedimento pelo qual a administração pública seleciona, qualifica e habilita pessoas físicas ou jurídicas para a prestação de serviços ou a realização de atividades específicas, sem a necessidade de concurso público. Esse processo envolve a análise de requisitos técnicos, capacidade profissional, idoneidade e outros critérios estabelecidos pelas normas aplicáveis.
No contexto da saúde pública, o credenciamento se torna uma ferramenta importante devido à natureza diversificada dos serviços, o credenciamento permite uma flexibilidade na escolha de profissionais ou entidades que possam oferecer serviços especializados de saúde.
A necessidade de credenciamento no Consirc decorre da busca por profissionais ou instituições que possam suprir demandas específicas da área de saúde em diferentes momentos e contextos. O credenciamento possibilita uma forma ágil de estabelecer parcerias temporárias ou contratações pontuais, mantendo a qualidade dos serviços prestados à população abrangida pelo consórcio, que tem a incumbência de assegurar que profissionais qualificados e capacitados sejam selecionados e credenciados para ocupar essas posições, garantindo, assim, a prestação eficiente e eficaz de serviços de saúde na região de Catanduva. 

#### Profissionais
Entre os cargos e profissionais de saúde credenciados pelo CONSIRC, estão: 
- Médicos Plantonistas: Profissionais médicos especializados que atuam em regime de plantão, assegurando atendimento contínuo e emergencial nas unidades de saúde da região.
- Médicos Reguladores/Intervencionistas: Profissionais médicos especializados que desempenham um papel central na tomada de decisões médicas durante situações de urgência. Eles avaliam informações fornecidas por equipes de resgate e pacientes, determinando o melhor curso de ação.
- Técnico em Atendimento de Regulação Médica: Elo crucial entre os serviços de urgência no local e os médicos reguladores. Eles são responsáveis por receber as chamadas de emergência, coletar informações, gerir a frota de ambulâncias e operar o sistema de rádio do Consirc.
- Enfermeiros: Desempenham um papel crucial na prestação de cuidados de saúde. Eles atuam em diferentes contextos, incluindo hospitais, postos de saúde e outras unidades
- Psicólogos: Têm a responsabilidade de oferecer suporte emocional e psicológico aos pacientes. na unidades supridas pelo consórcio, como o CAPS I da cidade credenciada de Itajobi
- Condutores de Ambulância: São treinados para lidar com situações de emergência durante o transporte e garantir que os pacientes cheguem ao destino com segurança.
- Técnicos de Enfermagem: Assistentes essenciais para os enfermeiros, os técnicos de enfermagem auxiliam no cuidado direto aos pacientes, realizando procedimentos como coleta de amostras, administração de medicamentos sob supervisão e acompanhamento das necessidades básicas dos pacientes.
- Atendentes de Recepção: Agendam consultas, coletam informações básicas, encaminham os pacientes para os profissionais adequados e mantêm a organização do fluxo de atendimento.
- Assistentes Sociais: Os assistentes sociais têm a função de avaliar as necessidades sociais dos pacientes e suas famílias.
- Farmacêuticos: Profissionais farmacêuticos credenciados pelo CONSIRC desempenham um papel vital na gestão dos medicamentos e tratamentos prescritos aos pacientes nos hospitais e postos de saúde credenciados. Eles garantem a dispensação correta de medicamentos e podem oferecer orientações sobre seu uso adequado.
- Fisioterapeutas: São responsáveis por oferecer tratamentos de reabilitação física aos pacientes. Eles ajudam na recuperação de lesões, doenças ou cirurgias, por meio de exercícios terapêuticos e técnicas especializadas.
- Nutricionistas: Trabalham para garantir uma dieta adequada aos pacientes atendidos pelos hospitais e outros serviços de saúde nos quais o Consirc fornece recursos humanos, contribuindo para a prevenção e o tratamento de condições relacionadas à alimentação.
- Assistentes Administrativos: Os assistentes administrativos atuam nos bastidores, realizando tarefas essenciais de organização, agendamento, gerenciamento de documentos e comunicação. Eles contribuem para a eficiência e organização das operações das unidades de saúde.
- Técnicos de Radiologia: Esses profissionais operam equipamentos de diagnóstico por imagem, como radiografias e tomografias. Eles desempenham um papel crucial na obtenção de informações médicas precisas para auxiliar os médicos no diagnóstico e tratamento dos pacientes.
- Assistentes Técnicos de Farmácia: Os assistentes técnicos de farmácia trabalham em colaboração com os farmacêuticos, auxiliando na preparação e distribuição de medicamentos.
- Especialistas em Saúde Mental: Profissionais especializados em saúde mental, como psiquiatras e terapeutas, oferecem serviços de avaliação e tratamento para pacientes que enfrentam desafios relacionados à saúde mental, transtornos psicológicos e emocionais.
- Auxiliares de Limpeza: Os auxiliares de limpeza desempenham um papel crucial na manutenção da higiene e limpeza das instalações de saúde. Eles contribuem para criar um ambiente seguro e livre de contaminação para pacientes, profissionais de saúde e visitantes.
- Assistentes Socioeducativos: Esses profissionais podem trabalhar em projetos sociais voltados para a educação em saúde, oferecendo informações e orientações sobre prevenção de doenças, promoção da saúde e cuidados básicos aos pacientes e à comunidade.
- Coordenadores de Equipe: Os coordenadores de equipe desempenham um papel de liderança, supervisionando e coordenando as atividades de diferentes profissionais de saúde. Eles garantem a colaboração eficaz entre os membros da equipe e a entrega de cuidados integrados.
- Especialistas em Emergência: Profissionais treinados em lidar com situações de emergência, como paramédicos e técnicos de emergência médica, desempenham um papel crucial no atendimento pré-hospitalar e no transporte de pacientes em condições críticas.

### Estrutura
Segundo o artigo 21 do Contrato de Consórcio Público do CONSIRC, é composto pelos seguintes órgãos:

#### Assembleia Geral
A Assembleia Geral é o órgão máximo do Consórcio e é formada pelos prefeitos de todos os municípios participantes. A Assembleia tem como objetivo eleger a Diretoria Administrativa e a Diretoria do Conselho Curador. Além disso, compete a ela aprovar a proposta de programação anual da instituição e apreciar o relatório anual do Conselho Curador. Durante a Assembleia, também é discutido e homologado as contas e o balanço aprovados pelo Conselho Fiscal.

#### Diretoria Executiva
A Diretoria Executiva tem como competência promover os serviços de Pronto Socorro, transporte de usuários, atendimento a indivíduos com transtornos mentais, assistência móvel da Rede de Atenção às Urgências (SAMU - 192) e planejamento integrado com base epidemiológica. Além disso, deve definir a política de investimento, desenvolver uma política de recursos humanos e prestar assistência técnica e administrativa aos municípios consorciados. A Diretoria também tem o papel de garantir a participação das comunidades, aprovar as contas, indicar e nomear o Diretor Administrativo, julgar recursos e autorizar o ingresso em juízo. A decisão final sobre outros assuntos de interesse do consórcio cabe à Diretoria, que também tem poder para deliberar sobre a dissolução, remuneração de funcionários, rateios de contribuição dos municípios consorciados, entre outros assuntos.
A Diretoria Executiva é composta pelos seguintes membros: Presidente, Vice-presidente, Diretor de Patrimônio, Diretor Financeiro e Secretário do Conselho de Prefeitos. Tais cargos somente podem ser ocupados pelos chefes do Poder Executivo dos Municípios consorciados. Atualmente o prefeito do município de Tabapuã, Silvio Cesar Sartorello, ocupa o cargo de Presidente para o mandato de 2023-2025, juntamente com o prefeito de Ariranha Joamir Barbosa como vice-presidente.

#### Conselho Curador
O Conselho Curador é formado pelos Secretários ou Coordenadores Municipais de Saúde dos Municípios consorciados. É eleito pelo Conselho de Prefeitos com mandato de 2 anos. Compete ao Conselho Curador exercer o controle de gestão e finalidade, emitir pareceres, fiscalizar as contas, acompanhar as operações financeiras, convocar Assembleia Geral sempre que verificar irregularidades, propor, recomendar e orientar assuntos gerais, aprovar o plano de trabalho e orçamento, recomendar políticas patrimoniais e financeiras, quadro de pessoal e remuneração, e aprovar o relatório anual.

#### Conselho Fiscal
O Conselho Fiscal é o órgão responsável por fiscalizar e controlar o Consórcio, sendo composto por um representante de cada município indicado pelo Prefeito. Além de outras competências previstas nos estatutos, o Conselho tem a responsabilidade de controlar a legalidade, legitimidade e economicidade das atividades financeiras e patrimoniais do Consórcio, com auxílio do Tribunal de Contas, sem prejudicar o controle externo do Poder Legislativo. O Conselho tem a competência de fiscalizar permanentemente a contabilidade, acompanhar e fiscalizar as operações financeiras, exercer controle de gestão e finalidade, emitir pareceres sobre orçamento, balanços, alterações no estatuto, eleger seus dirigentes, assegurar o controle social e veicular propostas e reivindicações da sociedade civil.

#### Diretoria Administrativa
O Diretor Administrativo é responsável pela execução das decisões do Conselho de Prefeitos, elaboração do relatório financeiro, publicação de atos e editais, prestação de contas, movimentação de contas bancárias com autorização do Conselho de Prefeitos, execução das atividades do Consórcio, proposta da estruturação dos serviços, quadro pessoal e remuneração, entre outras atribuições. Atualmente, a Sra. Viviane Palma ocupa o cargo de Diretora Administrativa. A Gerência Administrativa é composta pelo Diretor Administrativo, e pelo apoio técnico necessário, que pode ser contratado ou cedido pela Secretaria Estadual de Saúde.